# Dambeck (Ludwigslust)
Dambeck is een gemeente in de Duitse deelstaat Mecklenburg-Voor-Pommeren
Dambeck telt 284 inwoners.

## Geschiedenis
Op 1 augustus 1992 werd de gemeente overgeheveld van de Kreis Perleberg in de deelstaat Brandenburg naar de Kreis Ludwigslust in Mecklenburg-Voor-Pommeren. Op 12 juni 2994 werd de Kreis Ludwigslust samengevoegd met de Kreis Hagenow en een deel van de Kreis Schwerin-Land tot de Landkreis Ludwigslust. Deze Landkreis fuseerde op 4 september 2011 met Parchim tot de huidige Landkreis Ludwigslust-Parchim.

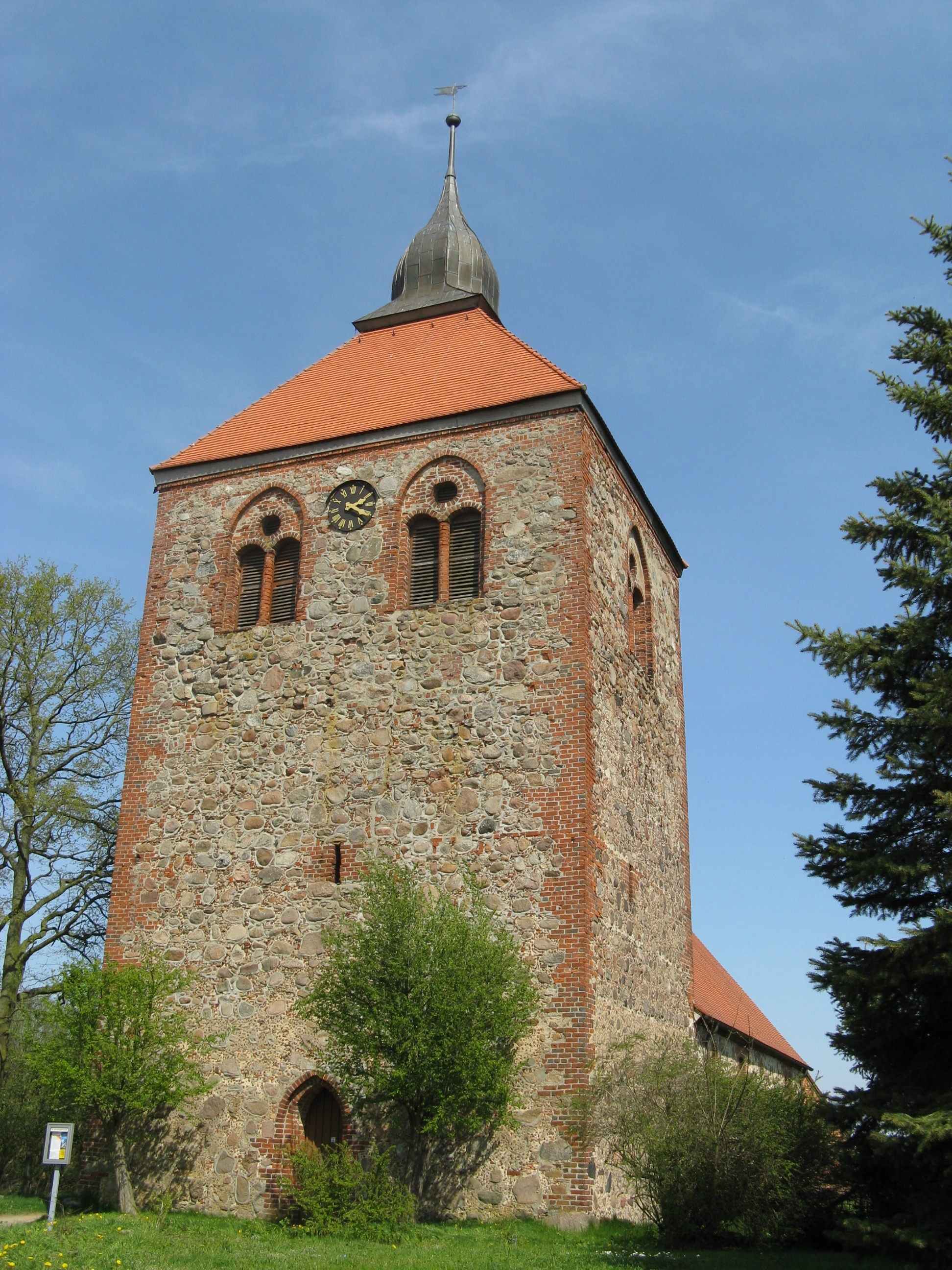
Kerk van Dambeck